# راتينجية شرنك
راتينجية شرنك نوع شجري يتبع جنس الراتينجية من الفصيلة الصنوبرية.

## البيئة والانتشار
يوجد في وسط آسيا من غرب الصين وشمال باكستان إلى جمهوريات آسيا الوسطى.